# Pruillé-le-Chétif
Pruillé-le-Chétif is een gemeente in het Franse departement Sarthe (regio Pays de la Loire). De plaats maakt deel uit van het arrondissement Le Mans. Pruillé-le-Chétif telde op 1 januari 2022 1.333 inwoners.

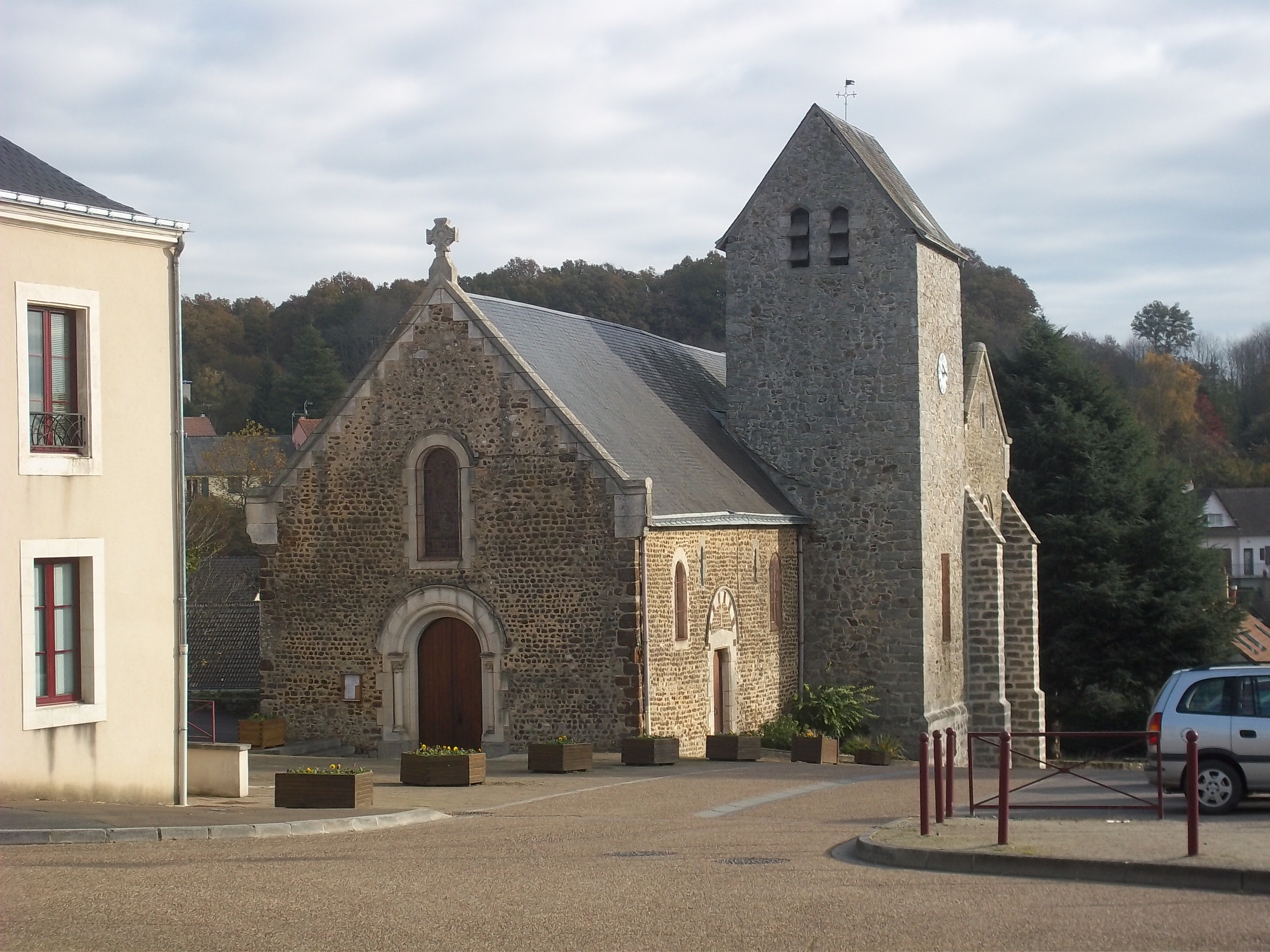
Kerk in Pruillé-le-Chétif

## Geografie
De oppervlakte van Pruillé-le-Chétif bedroeg op 1 januari 2022 10,3 vierkante kilometer; de bevolkingsdichtheid was toen 129,4 inwoners per km².

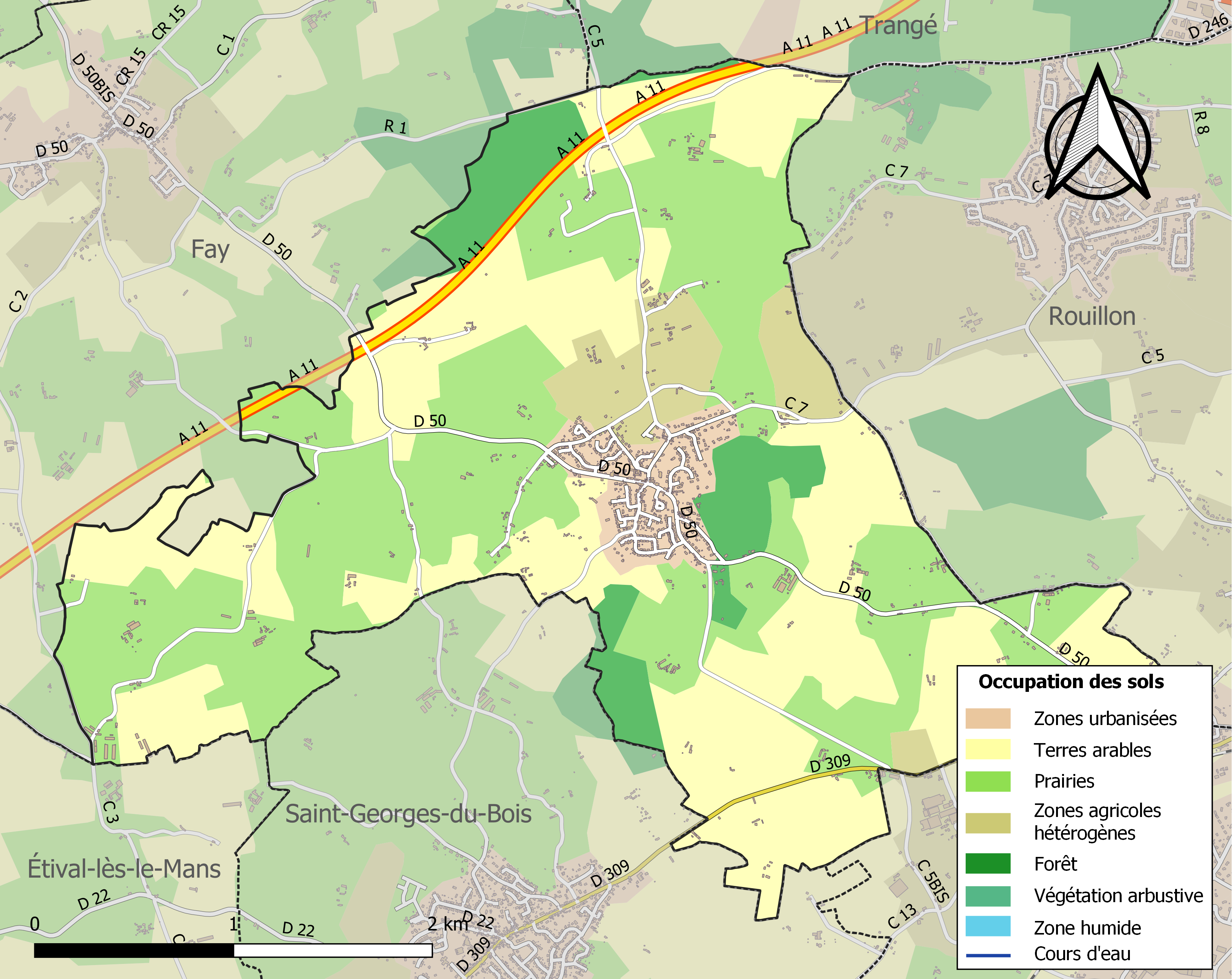
Kaart van de gemeente met de belangrijkste infrastructuur, bodemgebruik en omliggende gemeenten

## Demografie
Onderstaande figuur toont het verloop van het inwonertal (bron: INSEE-tellingen).